# 立川昭二
立川 昭二（たつかわ しょうじ、1927年2月24日 - 2017年8月5日）は、日本の歴史学者、病理史学者。北里大学名誉教授。
東京都生まれ。早稲田大学第一文学部史学科卒。1966年北里大学教授。1980年『死の風景』でサントリー学芸賞受賞。1997年、定年退職、名誉教授。
当初は鉱業史などの研究をしていたが、1970年代以降、病気や死についての文化史的考察が専門となり、以後数多くの著作を刊行。

## 著作
- 『古代鉱業史研究』東京創元社  1956
- 『鉄 一塊の鉄が語る歴史の謎』学生社 1966
- 『からくり』(ものと人間の文化史) 法政大学出版局 1969
- 『病気の社会史 文明に探る病因』日本放送出版協会(NHKブックス) 1971　のち岩波現代文庫
- 『日本人の病歴』中公新書 1976
- 『近世病草紙 江戸時代の病気と医療』平凡社選書 1979 「江戸病草紙」と改題、ちくま学芸文庫
- 『死の風景 歴史紀行』朝日新聞社　1979 のち朝日選書、講談社学術文庫
- 『病いと人間の文化史』新潮選書 1984
- 『明治医事往来』新潮社 1986　のち講談社学術文庫
- 『見える死、見えない死』筑摩書房 1988
- 『この生この死 江戸人の死生観』筑摩書房 1989「江戸人の生と死」と改題、ちくま学芸文庫
- 『病いの人間史 明治・大正・昭和』新潮社 1989　のち文春文庫
- 『最後の手紙』筑摩書房(ちくまプリマーブックス）1990
- 『病いと健康のあいだ』新潮選書 1991
- 『昭和の跫音』筑摩書房 1992
- 『臨死のまなざし』新潮社 1993 のち文庫
- 『病気を癒す小さな神々』平凡社 1993
- 『甦えるからくり』NTT出版 1994
- 『神の手人の手 逆光の医学史』人文書院 1995
- 『生と死の現在 病いと医の現代民話』岩波書店 1995 のち講談社学術文庫
- 『からだの文化誌』文藝春秋 1996
- 『江戸老いの文化』筑摩書房 1996
- 『こころの「日本」』文藝春秋 1997
- 『生老病死 いのちの歌』新潮社 1998
- 『日本人の死生観』筑摩書房 1998　ちくま学芸文庫 2018
- 『生きて死ぬことのヒント』小学館文庫 1999
- 『病いの人間学』筑摩書房 1999
- 『からだことば』早川書房 2000 のち文庫
- 『いのちの文化史』新潮選書 2000
- 『養生訓の世界 人生の達人・貝原益軒』日本放送出版協会(NHK人間講座) 2001
- 『養生訓に学ぶ』PHP新書 2001
- 『生と死の美術館』岩波書店 2003
- 『足るを知る生き方 神沢杜口「翁草」に学ぶ』講談社 2003
- 『すらすら読める養生訓』講談社 2005　講談社+α文庫 2017
- 『文化としての生と死』日本評論社 2006
- 『年をとって、初めてわかること』新潮選書　2008
- 『人生の不思議』新潮社　2009
- 『「気」の日本人』綜合社 2010
- 『愛と魂の美術館』岩波書店 2012
- 『生死のあわい』光原社 2016

### 共編著
- 『遊びの百科全書〈6〉人形からくり』 立川昭二編 日本ブリタニカ 1980 のち『新版・遊びの百科全書〈1〉からくり』として河出文庫
- 『癒しのトポス』編著 駸々堂出版 1985
- 『病むこと死ぬこと生きること』ひろさちや対談 鈴木出版 1994
- 『死から学び、生を考える 「対談」在宅医療の再生に向けて』佐藤智共著 日本評論社 2001
- 『強毒性新型インフルエンザの脅威』岡田晴恵編 速水融・田代眞人著 藤原書店 2009

### 翻訳
- エドウィン・セリグマン編『社会思想史』綿貫譲治共訳 創元社 1954 のち角川文庫